# Nadagara
Nadagara is een geslacht van vlinder uit de familie van de spanners (Geometridae). De wetenschappelijke naam is voor het eerst geldig gepubliceerd in 1862 door Francis Walker.
Deze vlinders komen voor in Zuid-Azië en de Indische Archipel (India, Sri Lanka, Borneo, de Andamanen), Taiwan, Japan, het noorden van Australië en Oceanië (Samoa, de Salomonseilanden, de Bismarck-archipel in Papoea-Nieuw-Guinea).

## Soorten
- Nadagara cinctipuncta
- Nadagara comprensata
- Nadagara cryptospila
- Nadagara cuneigera
- Nadagara dohertyi
- Nadagara epopsioneura
- Nadagara extensipennis
- Nadagara extracta
- Nadagara hypomerops
- Nadagara inordinata
- Nadagara intractata
- Nadagara irretracta
- Nadagara juvenescens
- Nadagara juventinaria
- Nadagara odontias
- Nadagara orbipuncta
- Nadagara prosigna
- Nadagara reprensata
- Nadagara scitilineata
- Nadagara serpentina
- Nadagara subnubila
- Nadagara synocha
- Nadagara synodoneura
- Nadagara umbrifera
- Nadagara vigaia
- Nadagara vindevogheli
- Nadagara xylotrema